# Kraftfahrzeugmechaniker

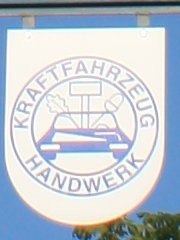
Wappen des Kraftfahrzeughandwerks

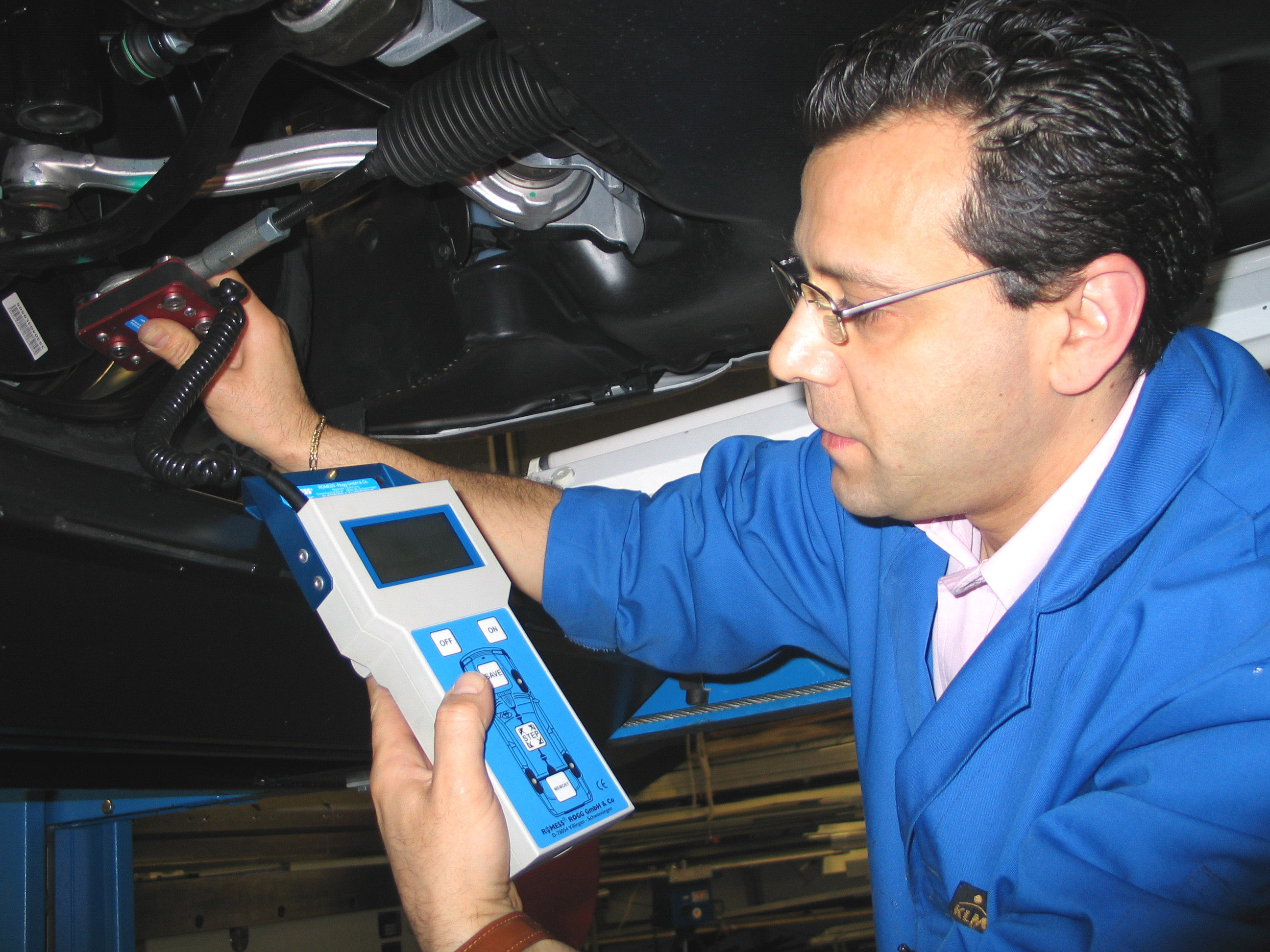
Kraftfahrzeugmechaniker beim Vermessen eines Fahrwerks

Kraftfahrzeugmechaniker war ein anerkannter handwerklicher Ausbildungsberuf in Deutschland. Die Lehrzeit betrug dreieinhalb Jahre.
Im Jahr 2003 wurden die Berufsbilder des Kraftfahrzeugmechanikers und des Kraftfahrzeugelektrikers zum neuen Ausbildungsberuf Kraftfahrzeugmechatroniker zusammengelegt. Mit der neuen Berufsbezeichnung wurde auf die veränderten Anforderungen im Kraftfahrzeugtechnikerhandwerk reagiert.

## Berufsbild
Kraftfahrzeuge aller Art mussten ständig instand gehalten und repariert werden. Das war die Aufgabe der Kraftfahrzeugmechaniker, die für die Fahrtüchtigkeit und Verkehrssicherheit der Kraftfahrzeuge sorgten. Wichtige Tätigkeitsbereiche waren die Suche nach Fehlern oder Schäden, der Ausbau beschädigter und der Einbau neuer Teile sowie die erneute Funktionsprüfung, bei der elektronische und mechanische Prüf- und Messgeräte eingesetzt wurden.
Zudem wurden Kraftfahrzeugmechaniker durch die Typenwechsel vor immer neue Aufgaben gestellt. Spezialisierungen waren häufig. Die Kraftfahrzeugmechaniker konnten schon während der Ausbildung zwischen den Fachrichtungen Allgemeine Instandsetzung und Motoreninstandsetzung wählen. Immer ging es dabei um eine Kombination aus handwerklichen Arbeiten und technisch-theoretischen Überlegungen. Arbeitsplätze boten die Betriebe des Kraftfahrzeughandwerks.

## Weiterbildungsmöglichkeiten
Kraftfahrzeugmechaniker hatten nach erfolgreicher Ablegung der Gesellenprüfung mehrere Möglichkeiten, sich beruflich weiterzubilden:
- Kraftfahrzeugmechanikermeister
- Staatlich geprüfter Maschinenbautechniker
- Staatlich geprüfter Karosserie- und Fahrzeugbautechniker
- Dipl.-Ing. (FH) Maschinenbau
- Dipl.-Ing. (FH) Fahrzeugbau